# Canon PowerShot A530
A Canon PowerShot A530 é uma câmera digital da linha Canon PowerShot A, capaz de capturar imagens de até 5 Megapixels e com zoom ótico de até 4.0x.